# Hoplocyrtoma
Hoplocyrtoma är ett släkte av tvåvingar. Hoplocyrtoma ingår i familjen puckeldansflugor.
Kladogram enligt Catalogue of Life:
| Hoplocyrtoma | \| \| Hoplocyrtoma femorata \| \| \| \| \| \| Hoplocyrtoma japonica \| \| \| \| \| \| Hoplocyrtoma procera \| \| \| \| \| \| Hoplocyrtoma watanabei \| \| \| \| |
|              | \| \| Hoplocyrtoma femorata \| \| \| \| \| \| Hoplocyrtoma japonica \| \| \| \| \| \| Hoplocyrtoma procera \| \| \| \| \| \| Hoplocyrtoma watanabei \| \| \| \| |
|              | Hoplocyrtoma femorata |
|              | |
|              | Hoplocyrtoma japonica |
|              | |
|              | Hoplocyrtoma procera |
|              | |
|              | Hoplocyrtoma watanabei |
|              | |